# Samsun (1907)
Samsun – turecki niszczyciel z początku XX wieku, jedna z czterech zbudowanych we Francji jednostek typu Samsun. Okręt został zwodowany w 1907 roku w stoczni Forges et Chantiers de la Gironde w Bordeaux, a w skład marynarki Imperium Osmańskiego wszedł we wrześniu 1907 roku. Niszczyciel wziął udział w wojnie włosko-tureckiej, I wojnie bałkańskiej i I wojnie światowej, a po remoncie w latach 20. służył pod banderą Republiki Turcji do 1932 roku. Okręt został złomowany w 1949 roku.

## Projekt i budowa
Niszczyciele typu Samsun zostały zamówione przez Turcję we Francji w 1906 roku. Kontrakt na budowę jednostek podpisano 22 stycznia 1906 roku. Okręty były ulepszoną wersją pierwszego typu francuskich niszczycieli – Durandal.
„Samsun” zbudowany został w stoczni Forges et Chantiers de la Gironde w Bordeaux . Stępkę okrętu położono w czerwcu 1906 roku, a zwodowany został w 1907 roku .

## Dane taktyczno-techniczne
Okręt był niszczycielem z kadłubem wykonanym ze stali o długości całkowitej 58,2 metra (między pionami 56,3 metra) szerokości 6,3 metra i zanurzeniu 2,8 metra . Wyporność normalna wynosiła 284 tony . Jednostka napędzana była przez dwie pionowe maszyny parowe potrójnego rozprężania SACAG o łącznej mocy 5950 KM, do których parę dostarczały dwa kotły typu Normand. Prędkość maksymalna napędzanego dwoma śrubami okrętu wynosiła 28 węzłów. Okręt zabierał zapas 70 ton węgla, co zapewniało zasięg wynoszący 975 Mm przy prędkości 15 węzłów . 
Na uzbrojenie artyleryjskie okrętu składały się: pojedyncze działo kalibru 65 mm QF M1902 L/50 z zapasem 300 nabojów i cztery pojedyncze szybkostrzelne działa kal. 47 mm QF M1902 L/50 (z łącznym zapasem 1200 nabojów) . Broń torpedową stanowiły zamontowane na pokładzie dwie pojedyncze obracalne wyrzutnie kal. 450 mm, z łącznym zapasem sześciu torped.
Załoga okrętu składała się z 67 oficerów, podoficerów i marynarzy.

## Służba
„Samsun” został przyjęty w skład marynarki wojennej Imperium Osmańskiego 3 września 1907 roku w Stambule . W maju 1909 roku okręt wziął udział w pierwszych manewrach floty tureckiej na Morzu Marmara. 1 października 1911 roku, po wybuchu wojny włosko-tureckiej, „Samsun” wraz z siostrzanymi niszczycielami „Yarhisar”, „Basra” i „Taşoz” wszedł w skład zespołu floty osmańskiej skierowanego do obrony Dardaneli (składającego się oprócz nich z pancerników „Barbaros Hayreddin”, „Turgut Reis” i „Mesudiye” oraz torpedowca „Demirhisar”), jednak już nazajutrz wszystkie okręty powróciły do Stambułu w celu dokonania koniecznych napraw i pobrania zaopatrzenia. Na pozycje obronne flota osmańska powróciła 12 października, nie przejawiając większej aktywności do końca konfliktu.
W 1912 roku okręt osiągał prędkość maksymalną 20 węzłów. Podczas I wojny bałkańskiej, 16 grudnia 1912 roku „Samsun” wziął udział w bitwie zespołu tureckiego (składającego się oprócz niego z pancerników „Barbaros Hayreddin”, „Turgut Reis”, „Asar-i Tevfik” i „Mesudiye”, krążownika „Mecidiye” i torpedowców „Sivrihisar” i „Akhisar”) z flotą grecką w składzie: krążownik „Jeorjos Awerof” oraz okręty pancerne „Hydra”, „Spetsai” i „Psara” koło przylądka Elli.
W momencie wybuchu I wojny światowej niszczyciel był już przestarzały i miał niską wartość bojową . Mimo to, rankiem 29 października 1914 roku „Samsun” wraz z siostrzanym „Taşoz” i krążownikiem liniowym „Yavuz Sultan Selim” wziął udział w przeprowadzonym bez wypowiedzenia wojny ataku na rosyjski port w Sewastopolu. Po ataku oba niszczyciele uczestniczyły w akcji ratunkowej marynarzy z samozatopionego rosyjskiego stawiacza min „Prut”, biorąc na pokłady łącznie 75 rozbitków. W 1915 roku wyeksploatowana siłownia okrętu pozwalała na osiągnięcie prędkości maksymalnej 17 węzłów, a liczebność załogi wzrosła do 91 osób (17 Niemców i 74 Turków). 28 marca 1915 roku na wodach Bosforu „Samsun” stał się celem ataku wodnosamolotu pochodzącego z jednego z rosyjskich okrętów lotniczych („Ałmaz” lub „Impierator Nikołaj I”), jednak niecelna bomba spadła za rufą okrętu.
1 kwietnia 1915 roku Bosfor opuścił zespół tureckich okrętów, składający się z krążowników „Mecidiye” i „Hamidiye” oraz niszczycieli „Samsun”, „Taşoz”, „Muâvenet-i Milliye” i „Yâdigâr-ı Millet”, z zadaniem zaatakowania Odessy. Zespół dalekiej osłony tej operacji stanowiły krążowniki „Yavuz Sultan Selim” i „Midilli”, patrolując wody na zachód od Krymu. W nocy z 2 na 3 kwietnia zespół dotarł po Odessę, a niszczyciele rozpoczęły trałowanie. 3 kwietnia o godzinie 4:00 trały „Samsuna” i „Taşoza” uległy uszkodzeniu, a o 6:40 16 mil morskich od odeskiej latarni morskiej na minę wszedł krążownik „Mecidiye”, doznając tak ciężkich uszkodzeń, że po zdjęciu załogi i zniszczeniu uzbrojenia oraz radiostacji został on dobity torpedą wystrzeloną przez „Yâdigâr-ı Millet”. Operację przerwano, a okręty powróciły do bazy 4 kwietnia. Przed atakiem sił Ententy na Gallipoli „Samsun” wraz z siostrzanymi niszczycielami eskortował transporty wojsk tureckich, organizowane w celu wzmocnienia sił broniących Dardaneli. 2 czerwca 1915 roku okręt eskortował konwój składający się ze statków „Tecilli” (390 BRT) i „Baslangic” (381 BRT), który nieopodal Tekirdağ został zaatakowany przez brytyjski okręt podwodny HMS E11. Napastnikowi udało się zatopić w ataku torpedowym „Tecilli”, na pokładzie którego zginęła cała, 18-osobowa załoga, a drugi ze statków wyrzucił się na brzeg, choć wystrzelona w jego kierunku torpeda chybiła. 17 czerwca „Samsun” i „Yarhisar” próbowały zaatakować na Morzu Marmara HMS E14, jednak uciekł on swoim prześladowcom. Kolejne spotkanie z HMS E14 nastąpiło na początku sierpnia, kiedy to koło Tekirdağ niszczyciel udaremnił atak okrętu podwodnego na eskortowane przez siebie statki „Tenedos” (3564 BRT) i „Bandtrma” (474 BRT).
3 listopada 1915 roku „Samsun” asystował stawiaczowi min „Nusret”, holującemu do Stambułu podniesiony francuski okręt podwodny „Turquoise” (Q46). W trakcie manewrów niszczyciel zderzył się ze stawiaczem min, doznając poważnych uszkodzeń i musiał wezwać na pomoc holowniki „Paris” i „France”, które 7 listopada odholowały okręt do İstinye. Naprawa niszczyciela trwała do wiosny 1916 roku.
W dniach 14–15 września 1916 roku pięć niszczycieli (w tym „Samsun” i „Basra”) eskortowało zbudowany w 1902 roku statek „Patmos” o pojemności 1907 BRT, transportujący węgiel z Zonguldak. Statek wszedł jednak na minę nieopodal Karaburun i został osadzony na brzegu, a jego załoga została zdjęta z pokładu przez „Samsuna” i „Basrę”.
20 stycznia 1918 roku niszczyciele „Samsun”, „Basra”, „Numûne-i Hamiyet” i „Muâvenet-i Milliye” wzięły udział w zabezpieczeniu wypadu krążowników „Yavuz Sultan Selim” i „Midilli” pod Imroz, m.in. osłaniając powrót do Dardaneli uszkodzonego na minach „Yavuza Sultana Selima”. 30 marca „Samsun”, „Basra” i „Taşoz” eskortowały niemiecki transportowiec „Patmos”, przewożący żołnierzy z Konstancy do Odessy. W październiku 1918 roku okręt odstawiono do rezerwy w Stambule .
Po zakończeniu wojny, 29 października 1923 roku „Samsun” został formalnie wcielony do nowo powstałej marynarki wojennej Republiki Turcji, choć jego stan techniczny nie pozwalał na eksploatację. W 1924 roku jednostka przeszła remont i podjęła czynną służbę. Okręt wycofano ze składu floty w 1932 roku, po zakupie we Włoszech nowych niszczycieli. Jednostka została złomowana dopiero w 1949 roku w Gölcük .